# طوطی شاهوار
طوطی شاهوار یا پبلر صخره‌ای (نام علمی: Polytelis anthopeplus) پرنده‌ای است که در جنوب استرالیا یافت می‌شود. دارای پرهای عمدتاً زرد با دم سبز است. این پرنده عمدتاً در بیشه‌های اکالیپتوس و سایر مناطق جنگلی نیمه‌گرمسیری جنوب غرب استرالیا و همچنین در ناحیه‌ای کوچک‌تر از نیمه‌گرمسیری و معتدل جنوب شرق استرالیا یافت می‌شود. دانه‌ها بخش عمده‌ای از رژیم غذایی آن را تشکیل می‌دهند.
دو جمعیت، از نظر ریخت‌شناسی مشابه هر چند جدا شده، در محدوده پراکندگی این در جنوب استرالیا وجود دارد. اینها به عنوان زیرگونه توصیف می‌شوند:
- Polytelis anthopeplus anthopeplus، جنوب غرب استرالیا
- Polytelis anthopeplus monarchoides Schodde، ۱۹۹۳، جنوب شرق استرالیا

## نگارخانه

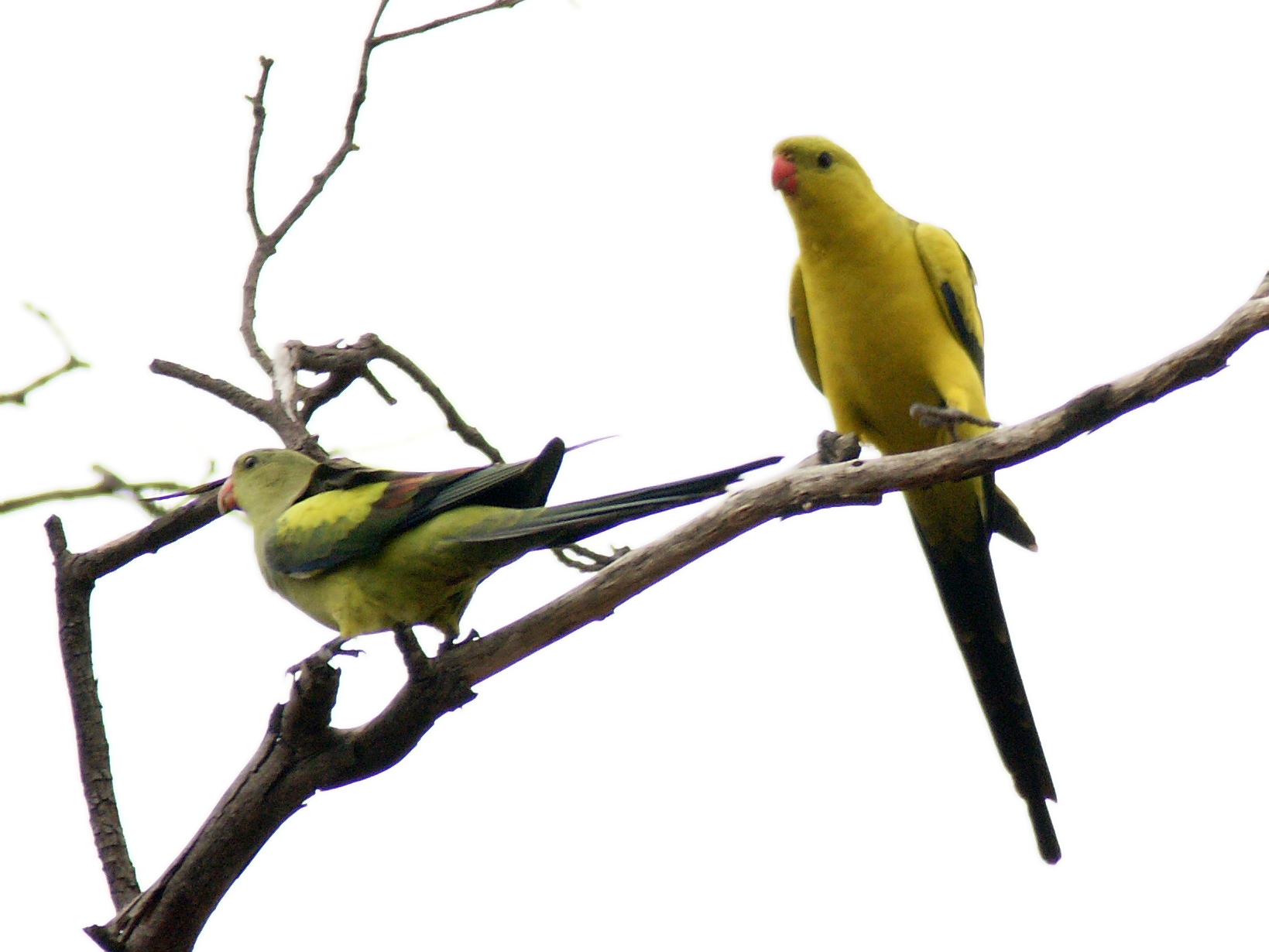
یک ماده (چپ) و یک نر (راست) در پارک ملی وایپرفلد، استرالیا
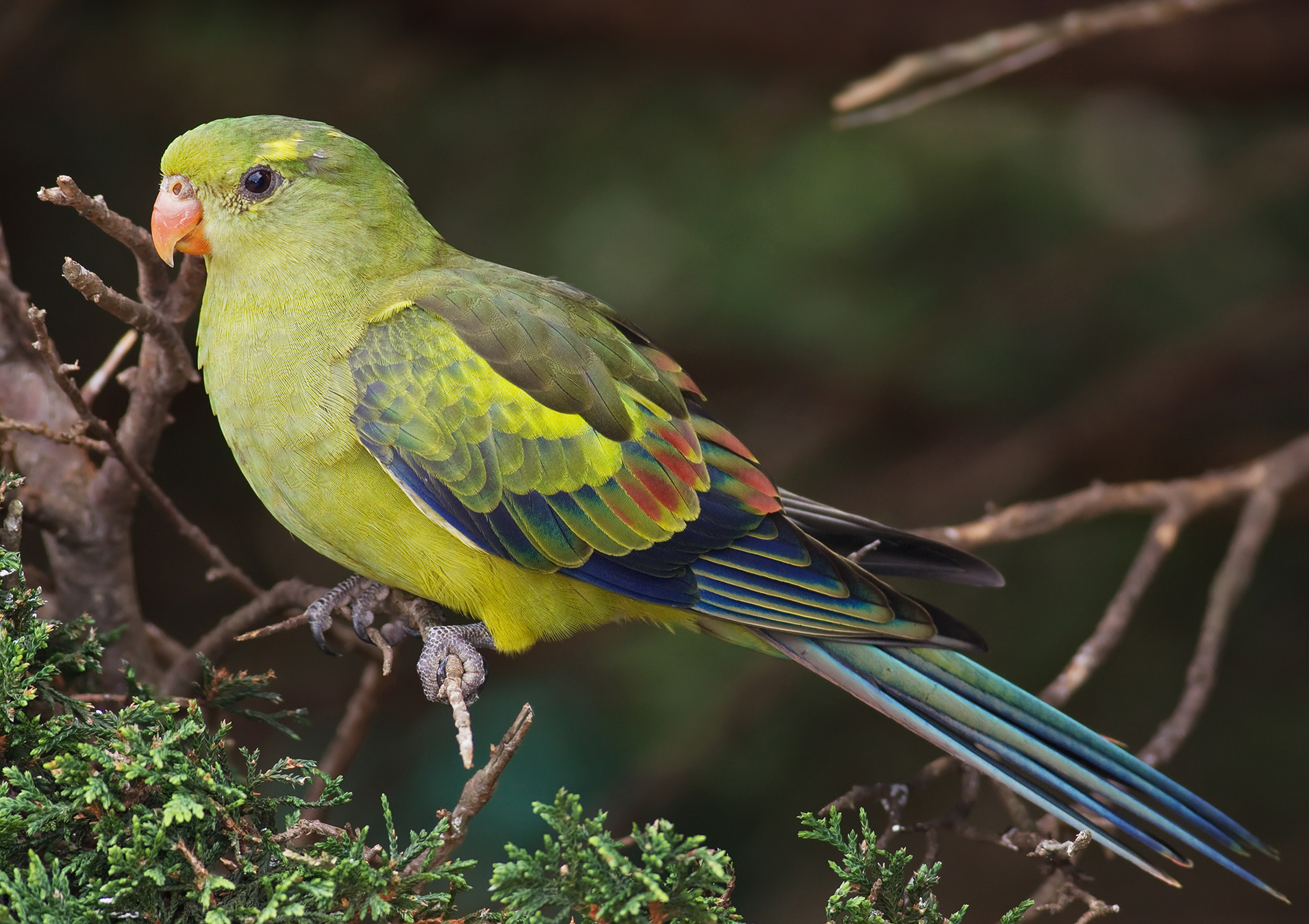
یک نوجوان در Walk-in Aviary، کانبرا، استرالیا
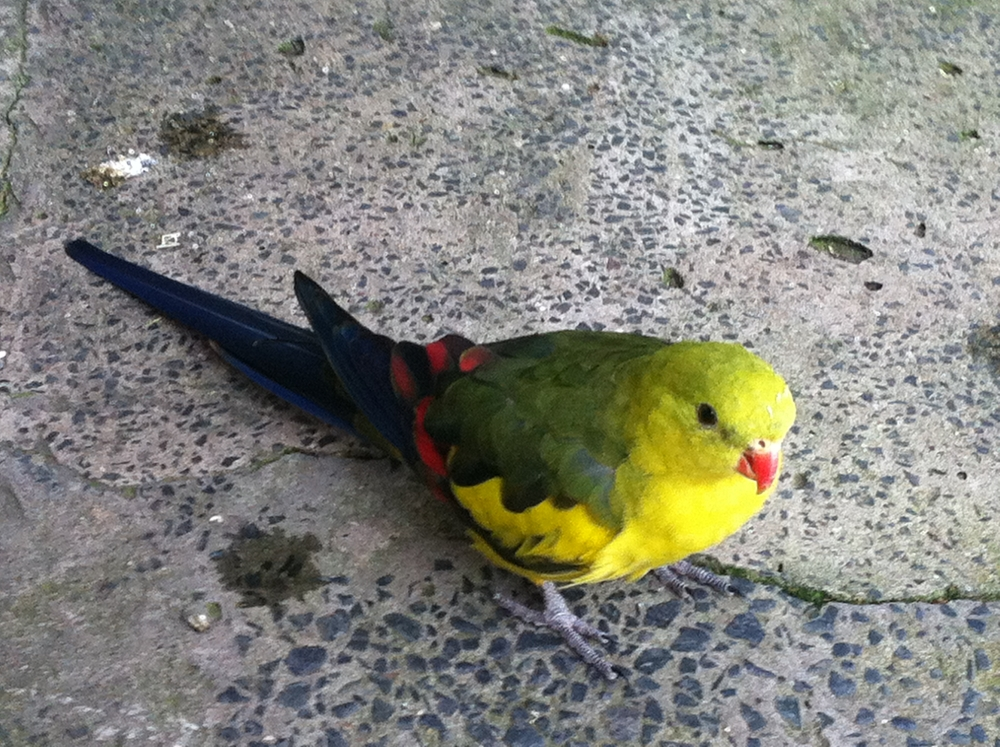
یک نر در پارک حیات وحش سیمبیو، استرالیا